# Фредерика Ганноверська
Фредерика Ганноверська (Friederike Luise Thyra Victoria Margarita Sophia Olga Cecilia Isabella Christa; грец. Φρειδερίκη της Ελλάδας; вимова [friðeˈrici ˈtis eˈlaðas]; 18 квітня 1917 — 6 лютого 1981) — королева Греції та дружина Павла I.

## Юність
Народилася її Королівська Високість Принцеса Фредеріка Ганноверська, Великої Британії та Ірландії, і Брауншвейг-Люнебургу 18 квітня 1917 р. в Бланкенбурзі, герцогстві Брауншвейг, вона була єдиною дочкою Ернста Августа, герцога Брауншвейзького і його дружини, Вікторії Луїзи Прусської, єдиної дочки німецького імператора Вільгельма II. Після поразки в Першій світовій війні її дід та батько були позбавлені титулів в листопаді 1918 року. Якби не це, то вона, як нащадок Королеви Вікторії, цілком могла б претендувати на британський трон.
В 1934 році Адольф Гітлер через свої амбіції пов'язати німецькі та британські визначні родини просив батьків Фредерики видати її, 17-ти річну, за Едуарда VIII. У своїх мемуарах, Вікторія Луїза Прусська говорить, що вони з чоловіком були ображені таким проханням і навіть не думали про це. Справа в тому, що Вікторія Луїза в юності сама могла бути виданою заміж без своєї згоди. Крім того, різниця у віці була дуже велика (Едуард VIII на 22 роки був старший від Фредерики) і батьки не хотіли тиснути на дочку.

## Шлюб
Павло I, який був двоюрідним кузеном її матері, зробив їй пропозицію в 1936, коли він виступав в Берліні на Літніх Олімпійських іграх 1936 року. Павло був сином короля Констянтина I та Софії, двоюрідної тітки Фредерики. Про заручини було офіційно оголошено 28 вересня 1937 року, і британський король Георг VI дав свою згоду на цей шлюб згідно з Королівським указом про шлюб від 1772 року. Це було зроблено 26 грудня 1937 року. Вони одружились в Афінах 9 січня 1938 року. Фредеріика стала спадковою принцесою Греції, а її чоловік став спадкоємцем свого бездітного старшого брата Георга II.
На початку їхнього шлюбу, вони проживали на віллі в Психіко в передмісті Афін. Через 10 місяців народилась перша дитина, майбутня Софія Грецька та Ганноверська, а саме 2 листопада 1938 року. 2 червня 1940 року народився майбутній король Констянтин II

## Війна та вигнання
В розпал Другої світової війни, в квітні 1941 року, вся королівська родина Греції виїхала на Крит. Незабаром після цього німецькі війська напали на Крит. Фредерика разом із сім'єю були евакуйовані урядом в екзилі до Лондону.
Перебуваючи у вигнанні, король Георг II та частина королівської родини оселились в Південній Африці. Тут, 11 травня 1942, народилась остання їх дитина, принцеса Ірина. Південноафриканський лідер, генерал Ян Смутс, став її хрещеним батьком.  Зрештою, родина залишилась в Єгипті з лютого 1944 року.
Після війни, 1 вересня 1946 року, населення Греції на референдумі проголосувало за повернення короля Георга на престол. Подружжя повернулось назад на віллу в Психіко.

## Королева
1 квітня 1947 року Георг II помирає і чоловік Фредерики Павло I стає новим королем. Через виступи комуністів в Північній Греції, починається громадянська війна в Греції. Для того, щоб повернути лояльність населення, король та королева починають поїздку по Північній Греції влітку 1947 року.
Королеву Фредерику постійно критикували за її німецьке коріння. Ліві політики постійно спекулювали на тому факту, що її дід був Кайзером, а брати служили в СС. Її часто називали «прусачкою» або «нацисткою». Коли вона була з візитом у Лондоні, замість свого хворого чоловіка, на весіллі принца Філіпа з Єлизаветою II в листопаді 1947, Черчилль зауважив, що її дід був Кайзером. Фредерика погодилась з цим, але також нагадала, що вона також нащадок Королеви Вікторії і її батько був би Британським королем, якби в країні діяла Салічна правда.

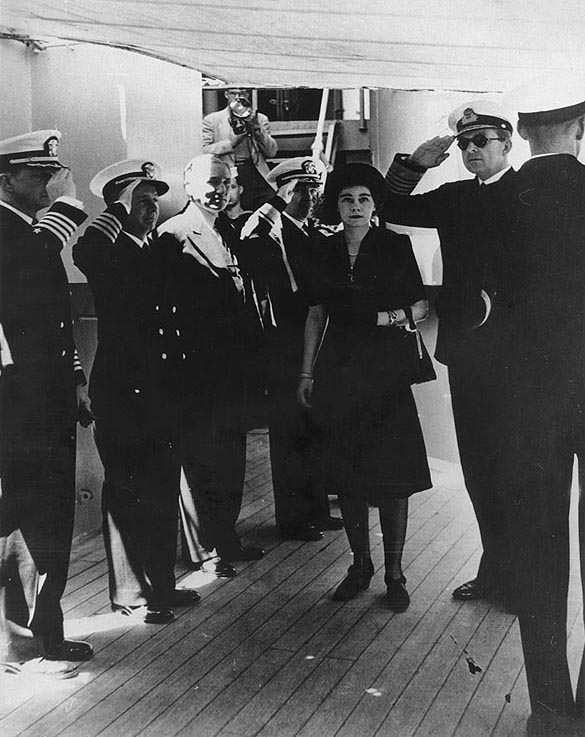
Королева Фредерика з Павлом I під час оглядин підводного човна, Афіни, травень 1947

Персональний штандарт королеви Фредерики

Під час громадянської війни в країні, вона створила мережу таборів для дітей-сирот або просто малозабезпечених дітей. Мережа складалась з 53 таборів і забезпечувало для дітей притулок, їжу та освіту. Там були діти від 3 років і до підлітків. Роль цих таборів часто оскаржується і звертається увагу на їх пропагандистську мету, щоб привернути людей до монарха. Також часто лунали заяви від комуністів, що ту чи іншу дитину незаконно всиновили американці, хоча вона в той час знаходилась в такому таборі
Громадянська війна в Греції закінчилась в серпні 1949 року. Монархи використали це, щоб укріпити свою владу. Вони відвідали Йосипа Броз Тіто в Белграді, президента Італії Луїджі Ейнауді в Римі, Теодора Гойса в Західній Німеччині, Хайле Селассіє I в Ефіопії, короля Британії Георга VI та були гостями президента США Дуайта Ейзенхауера. Як і в Британії, в Греції Фредерику Ганноверську дуже критикували через те, що вона колись належала до Союзу німецьких дівчат, філії Гітлер'югенду, але для дівчат. Прихильники ж королеви говорили, що в той час було неможливо не бути членом Союзу через напружену політичну ситуацію в країні.
Її поява 16 листопада 1953 в журналі Life була частиною її візиту.до США. Також в тому ж році її фото було на обкладинці журналу Time. 14 травня 1962 року її старша дочка Софія вийшла заміж за Хуана Карлоса I (який пізніше став королем Іспанії). Весілля відбулось в Афінах.
Фредерику часто описують як «недемократичну». Відомо про багато її втручань в політику країни, які суперечать Конституції, а також її численні протистояння з законно обраними урядами. Вона активно протистояла вибранню Александроса Папагоса на посаду прем'єра. Через свої численні маєтки в Греції та Британії її сильно критикувала опозиція. У 1963 році, під час візиту до Лондону, через виступи лівих активістів, які виступали за покращення умов утримання комуністів, які були заарештовані під час громадянської війни, Фредерика була змушена переховуватись в чужому домі. Її втручання в політику стало об'єктом загального незадоволення і частково сприяли зміцненню республіканських настроїв. [джерело?]

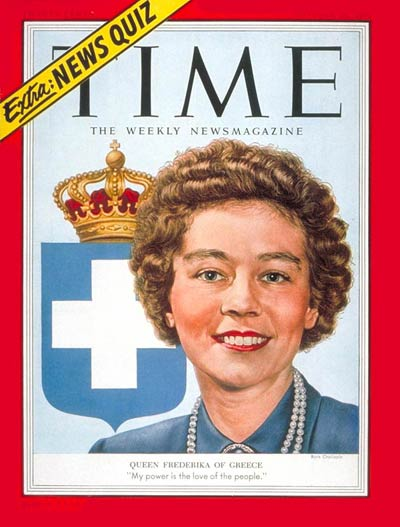
Обкладинка журналу Time, 1953

## Після смерті чоловіка
6 травня 1964 року Павло I помирає від раку. Її син, який став новим королем Греції, 18 вересня одружився з данською принцесою Анною-Маріїєю і після цього, королева Фредерика припинила виконувати більшість своїх обов'язків і передала владу своїй невістці. Проте незважаючи на це, вона залишається і надалі дуже спірною фігурою в грецькій історії, адже багато хто вважає, що саме вона керувала країною весь час.
Вона переїхала в село і усамітнилась. Час від часу вона відвідувала світські події або урочистості, такі як хрещення своїх онуків в Греції та Іспанії.

## Вигнання
Через розбіжності у поглядах між Констянтином II та демократично обраним прем'єр-міністром Георгіосом Папандреусом-старшим, король був підданий критиці за дестабілізацію ситуації в країні і 21 квітня 1967 відбувся державний переворот. В цій ситуації король спочатку співпрацював з військовими і навіть визнавав їх уряд та прем'єра. Але в цьому ж році він спробував здійснити контр-переворот, але він зазнав невдачі і король разом з рідними мусив емігрувати з країни.[джерело?]
В 1971 році вона видала автобіографію під назвою «A Measure of Understanding».
1 червня 1973 року хунта скасувала монархію в Греції без згоди народу, а пізніше в 1973 році провела плебісцит, намагаючись таким чином легалізувати це рішення. Проте результати плебісциту багатьма істориками піддаються серйозній критиці. Новим президентом Греції було обрано Георгіоса Пападопулоса.
Період диктатури хунти закінчився 24 липня 1974 року, проте монархія вже ніколи не була відновлена. 8 грудня 1974 року відбувся плебісцит, перед яким Констянтин визнав свої минулі помилки і пообіцяв підтримувати демократію, зокрема не допускати до політики свою матір Фредерику. Тим не менш, на голосуванні 69 % греків підтримали створення Грецької демократичної республіки.

## Смерть
Фредерика померла 6 лютого 1981 в Мадриді під час операції на очах. В некролозі від видання The New York Times було сказано, що королева померла під час «операції на очах», що також призвело до не підтверджених чуток, що вона померла під час косметологічної операції. Інші джерела стверджують, що причиною смерті став серцевий напад під час операції по видаленню катаракти.[джерело?]
Вона була похована в Татої (королівська усипальниця в Греції). Її сину та сім'ї було дозволено бути присутніми під час поховання, проте довелось піти відразу після всіх церемоній.